# Iridomyrmex anteroinclinus
Iridomyrmex anteroinclinus is een mierensoort uit de onderfamilie van de Dolichoderinae. De wetenschappelijke naam van de soort is voor het eerst geldig gepubliceerd in 1993 door Shattuck.